# 八戸公園
八戸公園（はちのへこうえん）とは、青森県八戸市にある総合公園。八戸植物公園、こどもの国から構成される。

## 概要
1981年（昭和56年）に完成した総合公園である。当初は市が運営していたものの、2005年（平成17年）からは三八五流通が指定管理者として運営している。市民の憩いの場として特に子供連れのファミリーに人気のあるスポットとして市民に定着している。37haの園内には、遊園地、植物園、動物園、キャンプ場、大芝生広場、日本庭園、展望台、縄文土偶オブジェクトなどが併設されている。
遊園地はジェットコースター、観覧車をはじめとする子供向けの遊具が約20種類ほどあり、料金は100円から200円である。ただし、冬季は営業していない。併設するミニ動物園にはサル山などが設置されている。
また、植物園では、温室ハウスにバナナが植えられている果樹園があるほか、植物の観覧のほか販売やガーデニング指導などを行っている。園内には日本庭園や大芝生、縄文土偶の巨大オブジェがあり、子供から大人まで楽しめる配置になっている。
2011年（平成23年）4月末には室内遊具施設「こども交流館」がオープン。指定管理者の三八五流通により命名権が取得され「三八五・こども館」の愛称がつけられている。
4月下旬～5月上旬に「八戸公園春まつり」が開催され、園内に植えられている桜約1600本が咲く桜の名所として市民が訪れている。
なお遊園地は青森県内では当公園の季節営業型屋外遊園地と同じ市内のラピアの通年営業型屋内遊園地のファンタジードームはちのへしか残っていない。

## アクセス
- 交通
  - JR東北新幹線 八戸駅から車で約20分
  - 八戸市営バス（是川団地行き）：「こどもの国通」バス停下車後、徒歩約5分
※：4月下旬～10月末までの土休日・夏休み期間中は「こどもの国入口」に一部乗り入れる。
  - 南部バス（大野行き）：「こどもの国前」バス停下車後すぐ
※:るるっぷ八戸で「こどもの国通」バス停下車でもアクセス可能